# 新喀里多尼亞裸鼻鴟
，也被稱作新喀里裸鼻鴟，是新喀裏多尼亞特有及可能滅絕的一種大型的的裸鼻鴟。

## 描述
新喀裸鼻夜鹰身長28釐米。有著灰褐色和黑色的羽毛，短而橢圓的翅膀，略園的尾巴和長而粗壯的腿。它們的叫聲不明，但相信是一種類似口哨和顫音的聲音。它比澳洲裸鼻鴟大得多。

## 分佈及棲息地
新喀裸鼻夜鹰是新喀裏多尼亞的特有種，它們的棲息地位於海拔800米的稀樹草原和潮濕的森林。

## 習性
其屬的其他成員均生活於高地中並將巢穴建在樹洞中，而且它們在樹上覓食，有時會攻擊一些小動物。這些習性對於新喀裏裸鼻鴟是否應用至今不明，因為它們的腿比其它的裸鼻鴟更長，所以它們更可能在陸地上活動。

## 歷史
現時新喀裸鼻夜鹰僅有兩具於1990年代採集的標本和三份觀察報告，對它們所至甚少。已知的兩個標本室分別於1880年和1915年所采集，其模式標本是於一只新喀裸鼻夜鹰飛進了Tonghoué村的一間臥室中而被采集。第二具標本是在一個意大利博物館發現的。最近的一份報告是於1998年，當時发现一只新喀裏裸鼻鴟正在一個河谷中覓食。而在1996年到1998年，有聽見類似新喀裏裸鼻鴟的叫聲。許多學者依然認為該物種仍有部分種群生存。

## 保護現狀
對新喀裸鼻夜鹰的所知甚少，但它們肯定受到威脅且數量仍在下降。它們所受威脅不明，它們可能受到家貓和鼠入侵的威脅，由火災、伐木和礦業導致的栖息地破坏也可能是寧他們數量下降的原因之一。現時它們被國際自然保護聯盟列爲極危。